# Yvonne Farrell

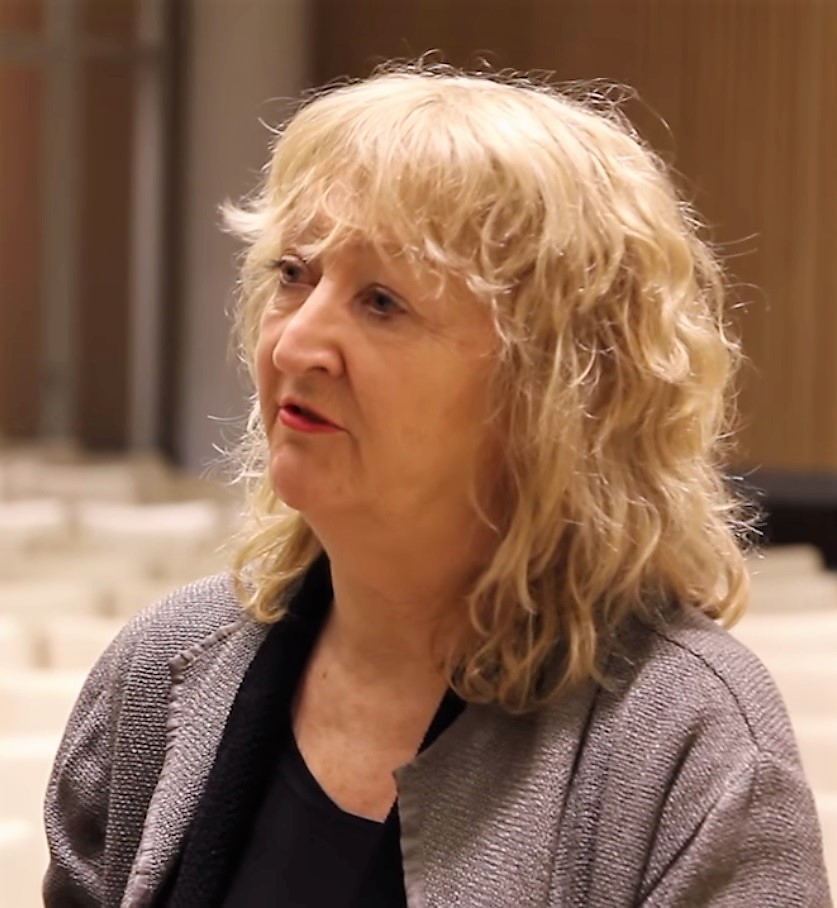
Yvonne Farrell (2015)

Yvonne Farrell (geboren 1951 in Tullamore) ist eine irische Architektin. Sie ist zusammen mit Shelley McNamara Mitbegründerin des Architekturbüros Grafton Architects. Gemeinsam haben sie im Jahr 2020 den Pritzker-Architektur-Preis erhalten.

## Leben und Wirken

### Ausbildung und Lehrtätigkeiten
Yvonne Farrell absolvierte ein Architekturstudium am University College Dublin (UCD), wo sie 1974 ihren Abschluss machte. 
Ab 1976 lehrte sie als Dozentin im Fachgebiet Architektur des University College Dublin. Neben ihrer Lehrtätigkeit hielt Farrell zahlreiche Vorträge an europäischen und amerikanischen Architekturschulen. Sie ist Gründungsmitglied der Gruppe 91, die in den 1990er-Jahren für die Erneuerung des Stadtteils Temple Bar in Dublin verantwortlich war.

### Grafton Architects
Zusammen mit Shelley McNamara gründete sie 1978 das Architekturbüro Grafton Architects in Dublin. Seitdem entwarfen die Architektinnen gemeinsam zahlreiche Gebäude und Komplexe, vielfach preisgekrönt. Sie arbeiten häufig mit Beton und großen Sichtbetonflächen, mit harten Ziegelflächen und offengelegten Konstruktionen. „So deuteten sie beispielsweise die Funktion von Balkonen oder Treppenhäusern um: Diese dienten fortan nicht mehr dem isolierten Verweilen zuhause oder dem hastigen Hoch- und Runtergehen, sondern der Kommunikation und dem gemeinschaftlichen Verweilen“, berichtet der Architekturkritiker Nikolaus Bernau anlässlich der Auszeichnung mit dem Pritzker-Architektur-Preis.
In ihren Entwürfen widmen sie sich der Frage, wie öffentlicher Raum funktioniert. Ihre Bauten stehen einerseits in der Tradition der Nachkriegsmoderne, andererseits für ‚offene Begegnungsarchitektur‘.
Einem größeren Publikum wurden Shelley McNamara und ihre Partnerin als Kuratorinnen der Architektur-Biennale Venedig 2018 bekannt. Mit dem Motto Freiraum beschworen sie die „Freigebigkeit des Geistes, als Mut zu einem neuen Denken, zugleich als Sinn für Menschlichkeit und Grundlage der Architektur“. Sie luden u. a. Maurus Schifferli, Angela Deuber, Francesca Torzo, David Chipperfield, SANAA, Lacaton & Vassal, Paulo Mendes da Rocha, Rafael Moneo, Toyo Ito, Eduardo Souto de Moura und Aurelio Galfetti ein.
Sie „kreieren Räume, die gleichzeitig respektvoll und neu sind“, begründete die Hyatt-Stiftung 2020 die Auszeichnung der Architektinnen mit dem als Nobelpreis der Architektur bezeichneten Pritzker-Preis.
Yvonne Farrell ist gewähltes Mitglied von Aosdána, einer bedeutenden irischen Kunstorganisation.

### Lehrtätigkeit (Auswahl)
- 1977–2009 Dozentin University College Dublin (UCD)
- 2008–2010 Gastprofessur Università della Svizzera italiana, Accademia di Architettura
- 2010–2011 Gastprofessur Eidgenössische Technische Hochschule Lausanne
- 2010 Gastprofessur Harvard Graduate School of Design, Kenzo-Tange-Lehrstuhl
- 2011 Gastprofessur Yale School of Architecture, Louis-Kahn-Lehrstuhl

### Bauwerke (Auswahl)
- 2000: Wohnanlage North King Street Housing, Dublin
- 2003: Gemeinschaftsschule, North Kildare
- 2006: Milford Schule, Donegal
- 2006: Erweiterungsbau der Fakultät Maschinenbau, Dublin
- 2007: Gebäude der Finanzverwaltung, Dublin
- 2008: Adamstown Library and Civic Center, Dublin
- 2013: Gebäude für die Medizinische Fakultät der University of Limerick
- 2015: Universitätscampus Universidad de Ingeniería y Tecnología, Lima (Peru)[6]
- 2016: Paul Marshall Building – London School of Economics
- 2019: Université Toulouse 1
- 2019: Institut Mines Telecom, Paris

## Auszeichnungen (Auswahl)
Alle Auszeichnungen und Preise gemeinsam mit Shelley McNamara
- 2003: Preis für das Beste öffentliche Gebäude des Königlichen Instituts Irischer Architekten
- 2008: World Building of the Year Award beim Weltfestival der Architekten für das Gebäude der Wirtschaftsuniversität Luigi Bocconi Mailand
- 2009: Nominierung für den Mies van der Rohe Preis
- 2012: Silberner Löwe, 12. Architektur-Biennale Venedig
- 2013: Nominierung für den Sterling-Prize für ein Gebäude der University of Limerick
- 2016: International Prize vom Königlichen Institut Britischer Architekten für den Universitätscampus der Universidad de Ingeniería y Tecnología, Lima (Peru)
- 2017: Kuratorin der 16. Architektur-Biennale Venedig 2018
- 2018: Blueprint Award für zeitgenössische Architektur
- 2019: Ehrendoktorwürde des Trinity College Dublin
- 2019: Ehrendoktorwürde der National University of Ireland, Galway
- 2020: Royal Gold Medal vom Königlichen Institut Britischer Architekten
- 2020: Pritzker-Preis
- 2020: Heinrich-Tessenow-Medaille

## Publikation
- Yvonne Farrell, Shelley McNamara: Dialogue and Translation. Grafton Architects. Columbia Books on Architecture and the City, Bethesda 2014, ISBN 978-1-941332-01-6 (englisch).